# 契约自由原则
契约自由原则（Freedom of Contract），是近代民法的一项基本原则。近代意义上的“契约自由原则”，可以追溯到1804年颁布的《法国民法典》。

## 概要
所謂之契約自由，包含以下五種自由:
1. 締約自由
2. 相對人選擇自由
3. 內容決定自由
4. 變更或廢棄自由
5. 方式自由

簡言之，即每一個人均得以其獨立而自由之人格，在社會生活中，基於其意思之自主而締結或不締結契約，藉以處理或管理自己之私人生活。
契約自由原則後來還衍生到了單獨行為的部分，例如遺囑自由。
契约自由原则与所有權绝对原則、过失责任原則等三项原则，為近代私法三大原則。然而，随着經濟的高度发展，造成社會貧富的差距與經濟地位的懸殊，令經濟上的弱者處於不利的地位。因此，对于契约自由原则的反省和批判也日益强烈。對於契約正義的重視遂漸漸調和了契約自由的不足。
近年來對契約自由原則的修正與限制，主要方式有:
1. 強制締約制度的擴大
2. 團體協約制度的強化
3. 管理經濟法規的增多

## 强制缔约
基於契約自由原則，當事人原則上可以自由決定是否與他人訂立契約。但對於某些特定的主體（譬如：自來水公司、電力公司…），基於公益的考量，可能會要求其必須於他人提出要約時，除非有正當的理由，否則即須與之締結契約。此種情形即稱為強制締約。

### 團體協約
為保護勞工，規定相當的勞動條件及報酬標準，防止因各別商訂契約內容所生的不公正情形，如勞動基準法、勞資爭議處理法裡的相關規定等。

### 經濟法規
為防止經濟力量的過份集中與濫用，維護經濟秩序的正常發展，並保護消費者的利益，以中華民國為例，立有公平交易法和消費者保護法等。

### 定型化契約
企業經營者為了與不特定之多數消費者方便而快速的締結契約，遂發明了定型化契約的制度。惟定型化契約之契約內容係由企業經營者所訂定，且企業經營者因種種因素多不願與個別消費者磋商特別條款，致使消費者僅有締結不締結之自由而無內容決定之自由，有鑑於此，消費者保護法中定有專節Ｎ（第二節）規定以保護消費者之權益。

## 關連項目
- 自由契約